# Albert Uggla
Helmfrid Christian Albert Uggla, född 1 augusti 1867 på Västsjö i Övre Ulleruds socken, död 14 november 1940 i Ulricehamn, var en svensk militär.
Albert Uggla var son till kapten Axel Uggla och Hilda Skröder. Han avlade mogenhetsexamen i Karlstad 1886, blev volontär vid Värmlands regemente samma år, sergeant där 1887, elev vid Krigsskolan på Karlberg samma år och samma år även kammarpage hos drottning Sofia. Uggla utexaminerades från Krigsskolan 1888, blev samma år underlöjtnant i Värmlands regemente och 1892 vid regementet. Han genomgick Krigshögskolan 1890–1892 och Gymnastiska centralinstitutet 1893–1895 samt tjänstgjorde vid generalstaben 1892–1893 och 1895–1898. Uggla blev extra adjutant i Arméförvaltningen 1895, löjtnant 1896, var kompaniofficer vid Krigsskolan 1896–1901, extra ordinarie tjänsteman vid Järnvägsstyrelsens trafikavdelning 1902–1904 och blev kapten vid regementet 1904. Han blev major vid Jämtlands fältjägarregemente 1912, överstelöjtnant vid Västmanlands regemente 1915 och var tillförordnad chef för Västmanlands regemente 1920–1921. Uggla erhöll avsked från beställning på stat och blev överste i armén 1922. Han blev överste i Östra arméfördelningens reserv 1928 och var befälhavare för Mariestads rullföringsområde 1922–1933. Uggla blev riddare av Svärdsorden 1909. Han vilar på Västra kyrkogården i Karlstad.